# Radím
Radím är en ort i Tjeckien.   Den ligger i regionen Mellersta Böhmen, i den centrala delen av landet, 40 km öster om huvudstaden Prag. Radím ligger 211 meter över havet och antalet invånare är 981.
Terrängen runt Radím är platt. Runt Radím är det ganska tätbefolkat, med 124 invånare per kvadratkilometer. Närmaste större samhälle är Kolín, 14,2 km öster om Radím. Trakten runt Radím består till största delen av jordbruksmark.